# L'Homme du clan
Pour plus de détails, voir Fiche technique et Distribution.
L'Homme du clan (The Klansman) est un film américain réalisé par Terence Young, sorti en 1974.

## Synopsis
Le viol d'une jeune fille précipite une petite ville de l'Alabama rural au bord de l'explosion raciale. Seul contre tous le shérif du comté tente vainement de maintenir un calme précaire entre les communautés noires et blanches. 

## Fiche technique
- Titre français : L'Homme du clan
- Titre original : Klansman
- Réalisation : Terence Young
- Scénario : Millard Kaufman & Samuel Fuller, d'après la nouvelle éponyme de William Bradford Huie
- Musique : Stu Gardner & Dale O. Warren
- Photographie : Lloyd Ahern Sr.
- Montage : Gene Milford
- Production : William Alexander
- Société de production : Atlanta Productions
- Société de distribution : Paramount Pictures
- Pays :  États-Unis
- Langue : Anglais
- Format : Couleur - Mono - 35 mm - 1.85:1
- Genre : Drame, Policier
- Durée : 87 min

## Distribution
- Lee Marvin (VF : Henry Djanik) : Shérif Track Bascomb
- Richard Burton (VF : Jean-Claude Michel) : Breck Stancill
- Cameron Mitchell (VF : Serge Sauvion) : Butt Cutt Cates
- O. J. Simpson (VF : Med Hondo) : Garth
- Lola Falana (VF : Perrette Pradier) : Loretta Sykes
- David Huddleston (VF : Jean Violette) : Maire Hardy Riddle
- Linda Evans : Nancy Poteet
- Ed Call (VF : Claude Joseph) : Shaneyfelt
- John Alderson (VF : Georges Atlas) : Vernon Hodo
- Vic Perrin : Hector
- David Ladd (en) (VF : Jean Roche) : Flagg
- Wendell Wellman (VF : Marc François) : Alan Bascomb
- Luciana Paluzzi (VF : Nadine Alari) : Trixie
- Morgan Upton (VF : Jean Berger) : Le révérend Alverson
- Hoke Howell (VF : Jacques Deschamps) : Bobby Poteet
- Spence Wil-Dee (VF : Med Hondo) : Willy Washington
- Virgil Frye : Johnson
- John Pearce : Taggart
- Morgan Upton (VF : Georges Berthomieu) : Charles Peck
- Gary L. Catus (VF : Roland Ménard) : Winston du New York Times